# Meroloba spadix
Meroloba spadix är en skalbaggsart som beskrevs av Shinji Nagai 1986. Meroloba spadix ingår i släktet Meroloba och familjen Cetoniidae. Inga underarter finns listade i Catalogue of Life.